# Fuentes de Andalucía
Fuentes de Andalucía is een gemeente in de Spaanse provincie Sevilla in de regio Andalusië met een oppervlakte van 150 km². In 2007 telde Fuentes de Andalucía 7365 inwoners.

## Demografische ontwikkeling
Bron: INE, 1857-2011: volkstellingen